# Apopyllus
Apopyllus es un género de arañas araneomorfas de la familia Gnaphosidae. Se encuentra en Sudamérica y México. 

## Lista de especies
Según The World Spider Catalog 12.0:
- Apopyllus huanuco Platnick & Shadab, 1984
- Apopyllus iheringi (Mello-Leitão, 1943)
- Apopyllus isabelae Brescovit & Lise, 1993
- Apopyllus ivieorum Platnick & Shadab, 1984
- Apopyllus malleco Platnick & Shadab, 1984
- Apopyllus now Platnick & Shadab, 1984
- Apopyllus pauper (Mello-Leitão, 1942)
- Apopyllus silvestrii (Simon, 1905)
- Apopyllus suavis (Simon, 1893)